# Tobias Beecher
Tobias Beecher es un personaje de ficción de la serie de televisión de HBO Oz, interpretado por Lee Tergesen.

## Historia
Recluso 97B412 condenado el 5 de julio de 1997, conducción en estado de ebriedad, homicidio vehicular, Sentencia: 15 años, derecho a libertad condicional en 4, denegada en 2001 y conseguida en 2003, pero después fue arrestado por posesión de drogas y devuelto a Oz.
Interpreta a un abogado que al atropellar a una niña (Katie Rodwell) consigue su entrada a la penitenciaría de Oswald, por cargos de homicidio en 2° grado e imprudencia al conducir le dan una sentencia de 15 años o libertad bajo palabra en cuatro.

## 1997
La vida de Beecher cambia significativamente al entrar a oz. En un principio se le asigna como compañero de celda al demente nigeriano Simon Adebisi, conocido por su brutalidad y temido por varios reclusos blancos (Adebisi es un racista hacia la gente de color blanca, aunque hace una excepción con Ryan O'Reily). Vernon Schiliger, el líder de la Hermandad Aria de Oz, se presenta al principio como alguien que lo salva de las garras de Adebisi, pero en realidad era una trampa persuasiva para convertirlo en su Puta y así Beecher sufre violaciones y todo tipo de trato vejatorio de su parte (incluyendo una esvástica nazi en su glúteo derecho).
Para poder sobrellevar su vida de servidumbre y esclavitud sexual, se hace amigo de Ryan O'Reily, un irlandés sociópata que lo induce al mundo de las drogas. Antes de concluir la primera temporada, un Beecher drogado se rebela en contra de Vernon Schilinger clavándole un pedazo de vidrio en el ojo y dejándolo tuerto momentáneamente. Frente a todos, Beecher es enviado al Hoyo, mientras Schillinger se recupera y recibe una venda en el ojo, prometiendo una venganza. Sin embargo, fracasa cuando Beecher lo golpea brutalmente y, cuando defeca sobre su cara en el último capítulo de la temporada, Beecher comienza a insultarle y a llamarle Comemierda. Durante los disturbios provocados por Kareem Said, Beecher le deja claro que hará cualquier cosa para arruinarle la libertad condicional y así quedarse en prisión de por vida, en venganza por haberlo violado y humillado de varias formas. Acabados los disturbios por órdenes del Gobernador Devlin, Em city cierra y el resto es enviado a la población general mientras Beecher es puesto en una celda con el inestable James Robson (otro neo-nazi amigo de Schillinger) e intenta violar a Beecher obligándolo a hacerle sexo oral. Acto seguido, Beecher le arranca la mitad del pene de un mordisco y es enviado al Hoyo, aunque finalmente termina saliendo.

## 1998
Una vez reabierta Em city, Schillinger trata de ser el preso modelo para así obtener la condicional. No obstante, Beecher no para de provocarlo y hacerlo enfurecer para así arruinar su oportunidad de libertad condicional. Enseguida; Schillinger, aprovechándose de la información sobre Diane Wittlesey (ella aprovechó los disturbios de Em city para asesinar a sangre fría a su amigo Scott Ross) a quien chantajea para que mate a Beecher, le tiende una trampa junto a Beecher. No solo pierde la oportunidad para la libertad condicional, sino que le agregan 10 años más a su sentencia. Más tarde, entra un nuevo personaje a la serie llamado Chris Keller, interpretado por Cristopher Meloni. Beecher se enamora de este personaje en apariencia encantador, pero en realidad es amigo de Schillinger, quien quiere vengarse por lo de la condicional y, para ello, asesinó en compañía de los suyos al ruso Aleander Vogel solo para ganar respeto entre los reclusos. Es entonces cuando Keller le introduce al alcohol (para más tarde entrar en una profunda depresión), donde Keller finge ser frío y distante con Beecher. A continuación, llega un guardia, llamado Karl Metzger, con el objetivo de reemplazar a Diane Wittlesey en su puesto en la penitenciaría. Rápidamente se sabe que es un miembro encubierto de la Hermandad Aria, para así completar el plan de venganza de Schillinger. Es entonces cuando lleva engañado a Beecher al gimnasio (el mismo lugar donde Schillinger crucificó al cura pedófilo Robert Sippel) y entre los tres le quiebran los brazos y las piernas.

## 1999
Tim Mcmanus, el encargado de Em city, se da cuenta de la verdadera afiliación de Karl Metzger e intenta denunciarlo, pero fracasa debido a que los demás presos le tienen miedo. Beecher, ya recuperado, vuelve a Em city y provoca una situación tensa con Chris keller, quien últimamente estaba arrepentido por lo que le hizo y decide denunciar a Schillinger y a Metzger. Este último se da cuenta e intenta intimidar a Beecher en un pasillo oscuro, pero este, quien tenía las uñas largas y filosas, le corta la cara y le raja la garganta, matándolo instantáneamente. Su siguiente paso fue acuchillar por la espalda a Keller y por último, Keller y O'Reily se le unen para intimidar a Vernon Schillinger (Keller piensa que Schillinger le acuchillo y O'Reily quiere vengarse de él por violar a su hermano con retraso mental, Cyril). La llegada de Andrew Schillinger a Oz le facilita las cosas a Beecher, quien manipula a Andy y falsamente se hace su amigo, únicamente para arruinar la relación familiar de los Schillinger, lo cual consigue tras pelearse padre e hijo a golpes. Andy es enviado al Hoyo y Schillinger, pensando que su hijo lo ha traicionado, encarga a Len Lopresti, el nuevo guardia correccional amigo de la Hermandad Aria, a suministrarle drogas que le causan la muerte a Andrew. Más tarde, Vernon se dio cuenta de la trampa en la que cayó y decide vengarse de Beecher. Este último, arrepentido por lo que hizo (debido a que Kareem Said le hizo reflexionar) en el gimnasio, intenta disculparse con Schillinger, pero este casi lo mata. Simultáneamente, una gran pelea se produce durante los sucesos raciales entre negros (comandados por Simon Adebisi) y blancos (comandado por Schillinger). Leo Glynn, el alcaide de Oz, decreta encierro total durante el resto del año, Beecher y Keller en su celda tienen un romántico encuentro antes de que termine el milenio.

## 2000
Em city es nuevamente reabierta y las cosas aparentemente vuelven a la normalidad, hasta que Keller hace insinuaciones ofensivas a Beecher, el cual reacciona mal y lo noquea. Es enviado al hoyo por unos días, hasta que sale del lugar, mientras Keller intentaba sin éxito reconciliarse con Beecher. El recluso francés Guillaume Tarrant, cansado del hostigamiento de los negros, saca un arma y dispara a Kenny Wangler y a Junior Pierce, matándolos instantáneamente y provocando un tiroteo que casi le cuesta la vida a Keller, de no ser porque Beecher lo auxilió rápidamente tras matar a un guardia correccional y a otro recluso durante el tiroteo. El francés se suicida con el arma que el mismo Adebisi le había proporcionado (a la vez era el arma de Clayton Hughes) y Keller es enviado de inmediato al Benchley Memorial. Al mismo tiempo, Beecher intenta encontrar al otro hijo de Schillinger, Hank, para tratar de reconciliarse con Vernon. Este último es alertado por Robson y Schillinger, creyendo que Beecher lo quiere perjudicar nuevamente. Así pues, organiza un maquiavélico plan de venganza por la muerte de Andrew, mientras Beecher acepta la propuesta de testificar contra el Gobernador James Devlin debido a la demanda que le pusieron los familiares de las víctimas del motín de 1997, ganando el juicio y dando a los reclusos una indemnización. Mientras Beecher jugaba al baloncesto con los italianos, le avisaban del secuestro de sus hijos y se quiebra emocionalmente, porque sabe que Schillinger matará a uno de sus hijos. Un paquete llega a Oz, es la mano cercenada de Gary, el hijo menor de Beecher, lo que le hace darse cuenta de que el pequeño fue asesinado por Hank, bajo las órdenes de su padre Schillinger, y que su hija Holly era la siguiente. Beecher estaba destrozado y también era manipulado por Eli Zabitz, un judío que irónicamente trabajaba para Schillinger, para así poner a Beecher en contra de Keller, lo que provoca tensión y una pelea entre ambos. Aprovechando el reinado de Adebisi en EM city (después del despido de Mcmanus y la integración del nuevo jefe de EM city, Martin Queerns), introducen como nuevo compañero de celda de Beecher al destripador afroamericano Raymond ''Mondo'' Brown. Beecher y Brown rápidamente intiman en la cama, lo que provoca los celos de Keller. Al final este se da cuenta de la manipulación de Schillinger e intenta matar a Eli Zabitz, pero este último se asusta demasiado y le da un paro cardíaco, muriendo frente a Keller y Robson. Más tarde, Hank es arrestado por el secuestro pero es liberado por un tecnicismo judicial, lo que provoca la ira de Beecher, quien recurre a Chucky Pancamo, el líder de los italianos, a quien paga por ver a Hank muerto. Cuando Said le induce al arrepentimiento ya es tarde, Hank murió de una bala en la cabeza y su cuerpo lanzado al mar. Beecher seguía intimando con Nate Shemin y Raymond ''Mondo'' Brown. Ambos son asesinados por Keller, en parte por celos y a la vez por el plan de O'Reily de sacar de EM city a Martin Queerns. Adebisi interroga a Beecher por los asesinatos pero no consigue nada, aunque Keller se las arregla para culpar a Kevin ''Supreme Allah'' Ketchum de los asesinatos y enviarlo a solitario por el resto del año. Tras la caída de Queerns y la reintegración de Mcmanus, Beecher y otros reclusos son testigos de la muerte de Adebisi a manos de Said que lo hizo en defensa propia.

## 2001
Durante los primeros días del año, un equipo de prensa llega a Oz para documentar la vida en prisión. Beecher es entrevistado por Lisa Logan acerca de su experiencia con Keller y Schillinger, no dando mayores detalles. Aún así Keller intenta intimidar a Beecher, pero fracasa y Beecher se vuelve inestable hacia O'Reily y Keller acerca de su papel en la muerte de Adebisi. Luego llega Ronald Barlog, un homosexual condenado por robo de vehículos, a quien Beecher le echa un ojo y por supuesto hace que Keller se vuelva celoso. Pero eso no le impide meterse con Barlog, quien ingenuamente le aplica sexo oral a Keller, pero este le quiebra el cuello y lo mata, solo porque lo vio con el agente del FBI, Pierce Taylor. Este último, no cesa en buscar antecedentes sobre asesinatos brutales cometidos por Keller (los violaba, torturaba y desmembraba a diestra y siniestra). Por otro lado, Schillinger es avisado de la muerte de Hank y ,creyendo que fue Beecher, intenta matarlo en la cocina, pero es detenido a tiempo por el Reverendo convicto Jeremiah Cloutier (Interpretado por Luke Perry), quien lo convence de perdonar a sus enemigos y reconciliarse con su alma. Al mismo tiempo, Keller se atribuye la responsabilidad por el asesinato de Hank Schillinger y es enviado a un manicomio, todo con tal de proteger a su amado, el cual se lo agradece con un beso apasionado. Beecher tiene una oportunidad de salir de Oz, pero Schillinger se niega a dejarlo ir, ya que sigue odiándolo por todo lo sucedido. Así es como arregla un intento de asesinato hacia el hermano menor de Beecher, Angus, que afortunadamente sobrevive. El padre de Beecher intercede en ello y prefiere escuchar a su hijo, que le aconseja que se escondan un tiempo de la Hermandad Aria hacia el final de la temporada. Beecher conoce a la abogada Katherine McClain, con quien entabla una relación romántica. Al mismo tiempo esta lo ayuda en su intento de tener la libertad condicional, a quien se la niegan. Ya frustrado intenta acostumbrarse a seguir en Oz, pero Schillinger y Robson intentan matarlo otra vez, aunque son acuchillados por Said, quien defendió a Beecher.

## 2002
El año empieza con un accidente de bus donde iban familiares de los reclusos (afortunadamente ningún familiar de Beecher). Cuando Peter Schibetta vuelve a Oz, después de que Adebisi lo violara y avergonzara en 1998, Beecher tiende a hacerle sentir que no está solo (Schillinger también lo violó en 1997). Las cosas se complican cuando Gaetano Cincetta (el soldado de la mafia que asesino a Hank Schillinger) se entrega al FBI y se vuelve una rata, tras confesar quienes son los responsables de la muerte de Hank Schillinger. Evidentemente Vernon Schillinger jura vengarse de los italianos por esto; viola nuevamente a Schibetta y ordena a Robson que mate a Pancamo, aunque solo lo acuchilla en el estómago y queda en estado de gravedad. El siguiente mes entran Adam Guenzel y Franklin Winthrop, dos muchachos jóvenes de clase alta condenados por violación y asalto a una mujer, Winthrop es enviado a la unidad B, donde rápidamente es la nueva Prag (Puta o juguete sexual) de la Hermandad Aria, especialmente de Vernon Schillinger, mientras Guenzel es enviado a EM city bajo la supervisión de Beecher, quien evidentemente lo protege para evitar que sea violado por Schillinger, al principio las cosas van bien, pero Guenzel, que es homofóbico, es manipulado por Winthrop sobre la sexualidad de Beecher, y Guenzel se va contra Beecher. Keller regrese a Oz tras comprobarse su mentira sobre la muerte de Hank Schillinger, y es condenado a muerte por el testimonio de un testigo de sus crímenes (aunque después se comprobaría que era un traficante de drogas de bajo rango), Beecher trata de ver a Keller y para eso hace un trato con Schillinger: Beecher puede encargarse del correo de Oz siempre cuando entregue a Guenzel a la hermandad aria (ya que la relación entre Guenzel y Beecher iba de mal en peor). Así es como Guenzel es enviado a la unidad B y es violado por los Arios, aunque más tarde, Beecher se siente un poco arrepentido por lo que hizo, mientras Guenzel es silenciado por Schillinger cuando este lo engaña haciéndole creer que puede escapar de Oz (en realidad era para que muriera electrocutado por las vallas eléctricas). Entonces Beecher decide denunciar a Schillinger y este último es enviado a Solitario, mientras Beecher permanece en la unidad J(donde se albergan policías corruptos, políticos o testigos protegidos del FBI).

## 2003
Empieza el año leyendo libros de derecho en su celda y compartiendo con el reo-policía Alvin Yood. Beecher está a punto de conseguir la libertad condicional, a la vez que Schillinger es liberado de solitario, con un ultimátum: si vuelve a violar a otro recluso, será encerrado en solitario para siempre. Schillinger, evidentemente, contrata a su puta Franklin Winthrop para vengarse de Beecher, por lo que durante los disturbios raciales de Oz, donde Leo Glynn declara encierro total, Harrison Beecher, el papá abogado de Tobias, es asesinado en un pasillo por Winthrop y después culpa al reo obeso mórbido Clarence Seroy. De hecho, Beecher se siente triste por ello y más tarde el alcalde de la ciudad Wilson Loewen es declarado culpable del homicidio de dos niñas afroamericanas en 1963 y es enviado a Oz, pero por petición del gobernador Devlin es enviado a la unidad J, donde no hay ningún reo afroamericano. Mientras desayunaban, Loewen casi muere atragantado por comida, pero fue salvado a tiempo por Beecher, en presencia de Winthrop, y así Schillinger le da las gracias por ello, pero Beecher lo rechaza. Este último consigue la condicional, le agradece de todo a la hermana Peter Marie y a Kareem Said (sin saber que más tarde Said sería asesinado por un judío llamado Lemuel Idzik) y se reúne con su familia. Beecher también se encarga de que su novio Chris Keller sea sacado del corredor de la muerte. Tras ello, Keller asesina a Winthrop por haber matado al papá de Tobias, aunque Keller se siente vacío y solo sin la presencia de Beecher, por lo que le tendió una trampa y así Beecher es arrestado y vuelve a Oz, la tensión entre los dos aumenta y la obsesión de Keller también, tanto que conspira con Schillinger haciéndolo creer que lo ayudara a matar Beecher, pero en realidad lo esta protegiendo. Beecher se une al reparto de Macbeth en Oz y, durante la obra, Keller le da a Beecher un cuchillo de verdad en vez de uno de utilería. Durante el clímax de la obra, Beecher le clava accidentalmente el cuchillo en el corazón a Schillinger, matándolo, aunque su muerte es declarada accidental. Keller le confiensa a Toby que planeó la muerte de shillinger para sacarlos de sus vidas de una vez por todas y que jamás dejaría que alguien le hiciera daño y, aunque trata de disculparse con Tobias, este le deja en claro que nunca más lo volverá a querer como antes. Entonces Keller besa a la fuerza a Beecher por última vez y se lanza al vacío, golpeándose la cabeza y muriendo en frente de todos. Beecher ahora está en una situación crítica; no solo perdió la oportunidad de declarar contra Keller, sino que también puede enfrentar la pena de muerte. Es entonces cuando llega un extraño paquete a Oz y los Arios lo abren: era una fuerte y letal dosis de Ántrax que los termina matando a todos. Fue enviada por Keller antes de morir para proteger a Toby de la venganza de los Arios por haber asesinado a su líder. Toda Oz es evacuada por seguridad y la unidad de bio-terrorismo se hace cargo de limpiar el lugar, en el bus de traslado. Beecher esboza una sonrisa y la serie termina.

- Datos: Q2000909